# Estación de Corbehem
La estación de Corbehem es una estación ferroviaria francesa, de la línea férrea París-Lille, situada en la comuna de Corbehem, en el departamento de Paso de Calais. Por ella transitan únicamente trenes regionales. 

## Situación ferroviaria
La estación se encuentra en el punto kilométrico 212,015 de la línea férrea París-Lille. 

## Historia
Fue inaugurada en 1846 por parte de la Compañía de ferrocarriles del Norte. En 1937 pasó a ser explotada por la SNCF.

## Servicios ferroviarios

### Regionales
Los siguientes trenes regionales transitan por la estación:
- Línea Arras - Douai / Lille.